# HispanTV
HispanTV és una cadena de televisió per subscripció internacional iranià dedicada a proporcionar informació i entreteniment en espanyol. Va començar a transmetre els seus programes el desembre de 2011.

## Història

### Creació
El canal, amb seu a Madrid, va ser inaugurat pel llavors president de l'Iran Mahmud Ahmadinejad, que va afirmar que «el nou canal limitarà la supremacia d'aquells que busquen dominar» i que seria «un instrument per establir millors llaços entre el poble i el Govern de l'Iran amb els de les nacions de parla espanyola ». Segons el diari El País, «Ahmadinejad va deixar clar que la televisió que inaugurava com una premsa lliure proporciona notícies a temps real». Es tracta de la cinquena d'una sèrie de cadenes de televisió patrocinades pel Govern iranià que emeten en altres llengües, com anglès i àrab. El canal podia ser sintonitzat inicialment a través de la xarxa espanyola de satèl·lits Hispasat.
Des dels seus inicis, algun mitjà rival ha assenyalat la pràctica que les presentadores de HispanTV que emeten des de l'Iran porten el cabell totalment cobert amb un hijab, mentre que les corresponsals que informen des d'altres països on aquesta pràctica no està imposada només cobreixen parcialment el seu cabell amb un mocador.

### Restriccions a l'emissió
El gener de 2013, com a conseqüència de les mesures d'embargament a l'Iran adoptades per la Unió Europea, els operadors de satèl·lits Eutelsat i Arqiva van interrompre les emissions d'aquest i altres canals iranians per considerar-los vinculats a una persona relacionada amb la violació de drets humans: el responsable de la radiodifusió iraniana Ezatola Zarghami. Després d'aquesta decisió, el Govern espanyol va requerir a Hispasat que retirés HispanTV de la seva plataforma, petició que va ser portada a efecte interrompent així les emissions per Amèrica. En concret, les autoritats de la Comunitat de Madrid, a instàncies del Govern espanyol, van ordenar el cessament de les seves emissions a través de TDT al·legant que el responsable iranià d'aquest mitjà de comunicació és considerat per la Unió Europea com implicat en la violació de drets humans. Cap altre govern europeu ni tampoc el dels Estats Units va adoptar una mesura similar. La mesura va originar preguntes al govern per part d'Esquerra Unida (IU). També va ser criticada per la direcció de la cadena i per Pablo Iglesias Turrión, que va considerar que el que preocupava al Partit Popular no eren els drets humans, sinó la «línia progressista de molts dels programes que emet aquest canal».

### Programes
- Irán
- Análisis global
- Detrás de la razón
- Cámara al hombro
- Irán hoy
- Recuento
- La gran historia
- Foro Abierto
- Fort Apache
- El Islam responde
- Continentes
- Desde México
- ¿Qué opinas?
- 2 orillas
- Brecha económica
- A la calle en EEUU
- Cara a cara